# Мечеть аль-Аскари
Мечеть Аскария, или Золотая мечеть, — мечеть, главная шиитская мечеть Ирака, усыпальница двух имамов — Али аль-Хади и Аскари. Расположена в городе Самарра — одной из столиц династии Аббасидов.

## История и архитектура
Возведение храма было начато в 944 году. 

Свой современный вид он приобрёл в конце XIX века благодаря щедрости Насреддин-шаха, который профинансировал устройство золотого купола высотой в 68 метров и шириной в 20 метров. Строительные работы продолжались с 1868 по 1905 годы.
Во время Иракской войны, 22 февраля 2006 года в мечети произошёл теракт, мощный взрыв повредил золотой купол. Это привело к вспышке насилия между шиитами и суннитами, спровоцировав кровавые акты возмездия со стороны шиитов, главным образом в Багдаде, вызвав опасения о начале гражданской войны в Ираке. 

В июне 2007 года возле мечети произошёл ещё один теракт: боевики взорвали два минарета мечети, они были серьёзно повреждены.
Восстановительные работы были завершены к апрелю 2009 года.